# 5,7×28 мм
5,7×28 мм — пістолетний набій, створений в 1986 році для заміни 9×19 мм Парабелум.
У порівнянні з набоєм 9×19 мм забезпечує більшу настильність стрільби, менший відбій, велику ефективну дальність стрільби, бронепробивність, а також відрізняється зниженим ступенем рикошету.
Цей набій зайняв нішу між пістолетними і проміжними (автоматними) набоями.
Набій 5,7×28 мм використовують в пістолеті-кулеметі (персональній зброї самооборони) FN P90 і пістолеті FN Five-seveN та інших.

## Історія
У 1986 році бельгійська компанія Fabrique Nationale (FN) почала розробку нового патрона 5,7 × 28 мм. Метою створення було розробити зброю для самооборони екіпажів танків, БТР, вертольотів тощо, яка перевершувала за ефективністю зброю під 9 × 19 мм набій. В результаті був створений набій SS190 (базовий набій 5,7 × 28 мм), здатний на відстані в 200 метрів пробити стандартний бронежилет ймовірного противника, заданий вимогами НАТО CRISAT.
У зв'язку з недавніми дослідженнями НАТО з приводу переваги набою 5,7 × 28 мм над німецьким набоєм калібру 4,6 × 30 мм і висновком групи експертів про перевагу першого, Німецька та інші делегації відхилили рекомендацію НАТО з приводу стандартизації набою 5,7 × 28 мм, в результаті чого процес стандартизації даного набою в країнах НАТО був відкладений до невизначеного терміну.

## Тип набоїв

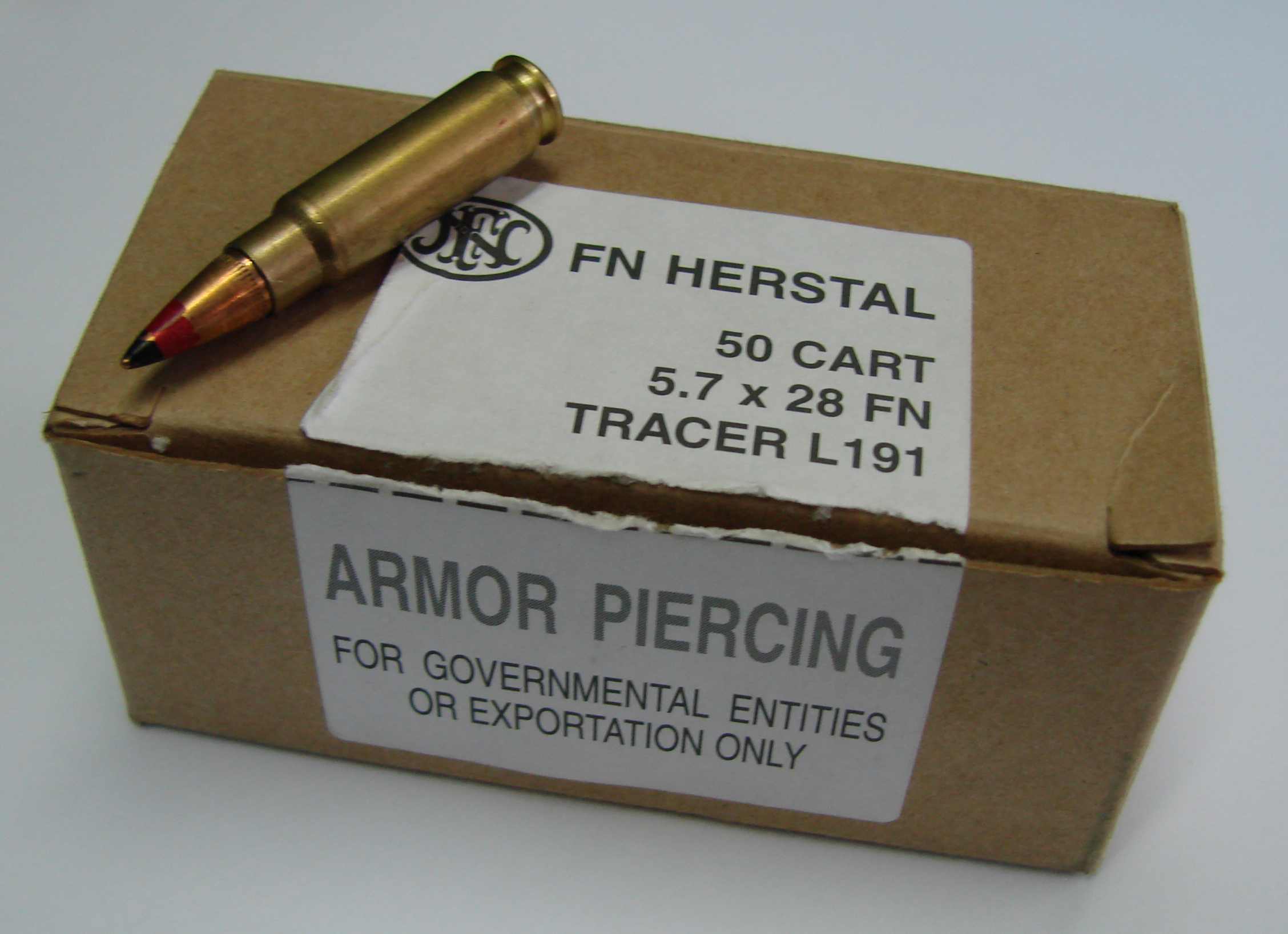
L191 набій і пачка

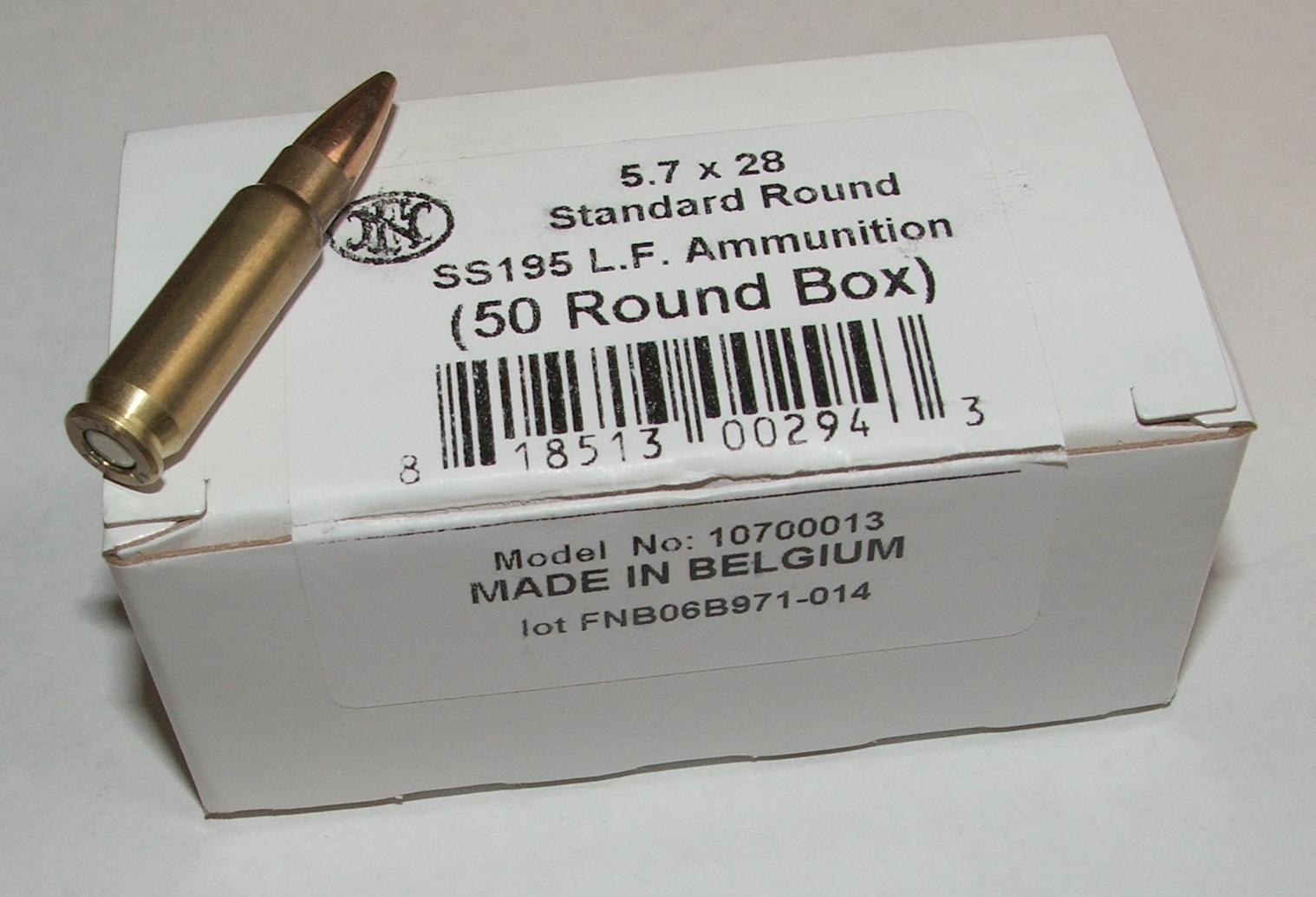
SS195LF набій і пачка

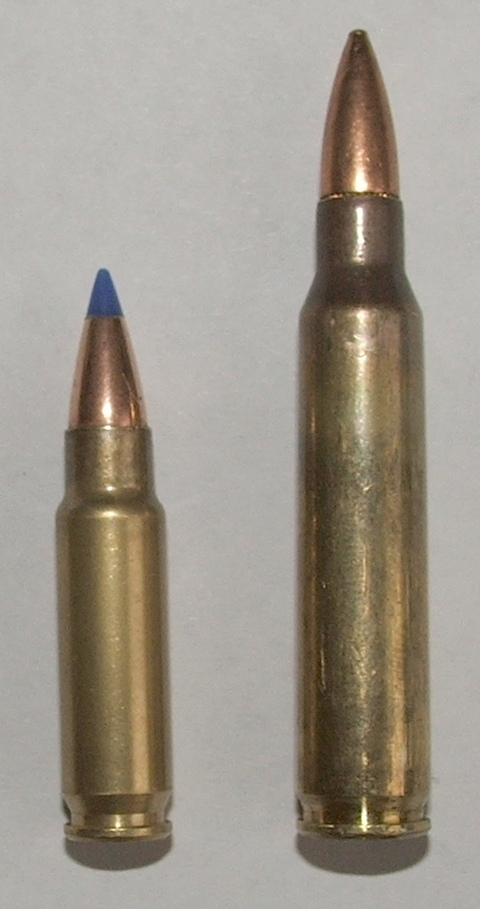
SS197SR (ліворуч) та 5,56×45 мм НАТО (праворуч)

SS90 прототипНабій SS90 був першим прототипом який використовували у перших екземплярах P90. Він мав легку оболонкову кулю вагою 1,5 гр (23 грана) з полімерним осереддям, дулова швидкість становила 850 м/с. Роботи над SS90 було зупинено у 1994 на користь важчого і коротшого (2,7 мм) набою SS190.
SS190 dutyНабій SS190 з оболонковою кулею, покращений набій SS90, було представлено у 1993. Набій мав кращу продуктивність порівняно з прототипом і меншу довжину. Остання зміна дозволила використовувати набій у пістолеті Five-seven. При стрільбі з P90, куля набою SS190 вагою 2,0 гр мала дулову швидкість приблизно 715 м/с. Він має сталеве осереддя та алюмінієве ядро. Набій SS190 випускався однокольоровим, чорним та чорно-білим. За класифікацією ATF він визначається як бронебійний набій для ручної зброї і зараз FN продає ці набої лише військовим та правоохоронним органам.
При тестуванні набою підрозділом SWAT Ґ'юстонської поліції, набій SS190 занурився у балістичний гель на глибину від 28 до 34 см. Під час тестування у 1999 Канадською Королівською кінною поліцією, при стрільбі набоєм SS190 з P90 на дистанції 25 м, куля заглибилася у балістичний гель на глибину 25 см після проходження через кевларовий бронежилет другого ступеню захисту.
L191 трасуючийНабій L191 (також колишня назва SS191) є трасуючим набоєм розробленим для кращого спостереження за кулею під час ведення бою у сутінках. Горючі речовини розташовані у задній частині набою L191 залишають легкий слід який помітно на дальності до 200 м. Головка кулі набою L191 мала червоний та червоний на чорному колір. Продуктивність і траєкторія набою L191 така ж як і у SS190. З цієї причини, він також отримав класифікацію у ATF як бронебійний і зараз він продається лише військовим та правоохоронним органам.
SS192 з експансивною кулеюВиробництво набою SS192 було призупинено у 2004. Він мав експансивну кулю вагою 1,8 гр з мідною оболонкою та алюмінієвим ядром. Довжина набою складала 21,6 мм. Вона мала немаркований порожнистий нос глибиною 7,6 мм та отвір діаметром 0,8 мм. Набій SS192 класифіковано ATF як не бронебійний, а на тестуванні FNH USA при стрільбі з пістолета Five-seven куля не пробила бронежилет IIIA ступеню захисту.
SB193 дозвуковийНабій SB193 (попередня назва SS193) дозвуковий з кулею Sierra Game King FMJBT вагою 3,6 гр. Через невелику дулову швидкість набій SB193 не має характерного звуку при пострілі, а у поєднанні з глушником він майже безшумний. Також завдяки малій дуловій швидкості набій SB193 має малу віддачу лише 1,3 кг/с. The SB193 can be identified by its white tip color. Він продається лише для військових та правоохоронних органів.
T194 тренувальнийНабій T194 є тренувальним, вироблявся до 2002. Його можна вважати ранньою версією набоїв SS192 або SS195. Він використовував таку ж саму кулі у мідній оболонці з алюмінієвим ядром вагою 1,8 гр і мав таку саму дулову швидкість. Він мав зелений колір головки кулі.
SS195LF (без свинцевий)
SS195LF комерційний набій з безсвинцевим капсулем, з балістикою схожою на набій SS192, який він замінив наприкінці 2004. Він мав кулю у мідній оболонці з алюмінієвим ядром вагою 1,8 гр як і SS192. Набій SS195 за класифікацією ATF не є бронебійним і виробляється FN Herstal у Бельгії.
SS196SR (спортивний)Набій SS196SR було представлено у 2005 і зараз він замінений набоєм SS197SR. Він мав кулю Hornady V-Max зі свинцевим ядром вагою 2,6 гр і дулову швидкість приблизно 500 м/с при стрільбі з пістолета Five-seven. Полікарбонатний кінчик у кулях V-Max слугував як клин, для покращення експансивності кулі. Набій SS196 класифіковано ATF як не бронебійний, а при тестуванні FNH USA він не пробив бронежилет II рівня захисту з при стрільбі з пістолета Five-seven. Набій SS196 можна пізнати за його за його червоною полімерною голівкою.
SS197SR (спортивний)Набій SS197SR пропонується цивільним стрільцям на додачу до набою SS195LF. Він має кулю Hornady V-Max зі свинцевим ядром вагою 2,6 гр як і набій SS196SR, але його дулова швидкість на 30 м/с більша. Головка кулі синього кольору полімерна замість червоного кольору у набою SS196. Набій SS197 випускається Fiocchi, за контрактом з FN Herstal, з 2006 і постачається до США Federal Cartridge Company.
SS198LF (безсвинцевий)Набій SS198LF схожий на набій SS195LF, але дулова швидкість кулі на 30 м/с вища. Головка кулі зеленого кольору і продається лише військовим та правоохоронним органам.
American Eagle (AE5728A) TMJЗ 2012, Federal Cartridge Company випускає набій 5,7×28 мм під торговою маркою American Eagle. Набій має назву AE5728A, він має оболонкову кулю вагою 40 гранів. Гільзи для набою AE5728A виробляє FN, дулова швидкість дещо менша ніж у набою SS197SR.[джерело?]
Боєприпаси інших виробниківElite Ammunition виробляє велику кількість набоїв калібру 5,7×28 мм. Бельгійський виробник VBR-Belgium також випускає спеціальні набої калібру 5,7×28 мм розроблені для пробивання броні і створення осколків.
Перезаряджання набоїв калібру 5,7×28 мм та 5,7 мм (.224 in) куль широко поширене для використання з набоями .223 Remington та 5,56×45 мм НАТО. Було помічено, що набій 5,7×28 мм дуже чутливий до будь-яких змін заряду або загальної довжини кулі. Для оптимального використання у набої рекомендуються кулі вагою 2,6 гр або менше,.

## Характеристики набою
Ефективна дальність стрільби набоєм 5,7 × 28 мм SS190 становить 200 м з пістолета-кулемета FN P90 і близько 100 м з пістолета FN Five-seveN, для набою 5,7 × 28 мм SB193 з дозвуковою швидкістю кулі ефективна дальність до 25 м. Даний набій володіє високою купчастістю стрільби. Початкова швидкість кулі набою SS190 становить 715 м/c для пістолета-кулемета FN P90 і 650 м/c для пістолета FN Five-seveN. Через легку кулю убивча сила даного набою швидко падає, вже на відстані 600 м куля помітно слабшає. Максимальна убивча дальність польоту кулі 825 м. Максимальна дальність польоту кулі становить 1510 м.

## Порівняння з конкурентним набоєм 4,6×30мм
Раніше не існувало чіткого висновку з приводу переваги даного набою над набоєм калібру 4,6×30 мм, проте тестування НАТО у Великій Британії та Франції показали, що набій 5,7×28 мм переважає. За результатами тестування НАТО групою експертів з Франції, США, Канади, Великої Британії дана група дійшла висновку, що набій 5,7×28 мм виявився «без сумніву» ефективнішим[джерело?].
Також, дана група експертів НАТО відзначила переважаючу (на 27 % більшу) ефективність стрільби набоєм 5,7×28 мм по незахищених цілях і еквівалентну ефективність проти захищених цілей. Дана група також зазначила меншу чутливість до екстремальних температур у набою 5,7×28 мм і більший потенційний ризик ерозії ствола зброї із застосуванням набою 4,6×30 мм[джерело?].

## Зброя під набій
- FN P90
- FN Five-seven
- ST Kinetics CPW
- VBR-Belgium CQBW
- AR-57
- Форт-28